# Youri Mulder
Youri Mulder (* 23. März 1969 in Brüssel, Belgien) ist ein ehemaliger niederländischer Fußballspieler und aktueller Fußballtrainer sowie Sportkommentator. Als Spieler war er für den FC Twente Enschede und den FC Schalke 04 aktiv.

## Karriere als Spieler

### Verein
Youris Vater, Jan Mulder, war ebenfalls niederländischer Fußball-Nationalspieler. Mulders Karriere begann beim SDO Bussum. Nach einem kurzen Zwischenspiel bei Ajax Amsterdam machte er in Enschede erste Erfahrungen im Profifußball. Von 1990 bis 1993 spielte Youri beim FC Twente in der niederländischen Ehrendivision. Dabei legte er durch seine Leistungen bald den Ruf ab, nur als Sohn seines Vaters in die Mannschaft gekommen zu sein. In seiner zweiten Saison bei Twente spielte er gemeinsam mit Ronald de Boer. 
Schnell wurden auch Talentspäher des FC Schalke 04 auf ihn aufmerksam. Zur Saison 1993/94 wechselte Youri zu Schalke in die Bundesliga. In seinen neun Jahren bei Schalke avancierte er schnell zum Publikumsliebling, obwohl zwischen 1993 und 2002 nur 33 Ligatore auf sein Konto gingen. Youri Mulder gehörte zu dem Eurofighter genannten Schalker Team, das 1997 den UEFA-Pokal gewann. Allerdings konnte Mulder in den Halbfinal- und Finalspielen aufgrund eines Kreuzbandrisses, den er sich bei einem Ligaspiel gegen den Karlsruher SC zugezogen hatte, nicht eingesetzt werden. 2001 und 2002 gewann Mulder mit dem FC Schalke 04 den DFB-Pokal. 2002 beendete Youri Mulder seine Profilaufbahn. Er war noch ein Jahr für De Tubanters aus Enschede aktiv.

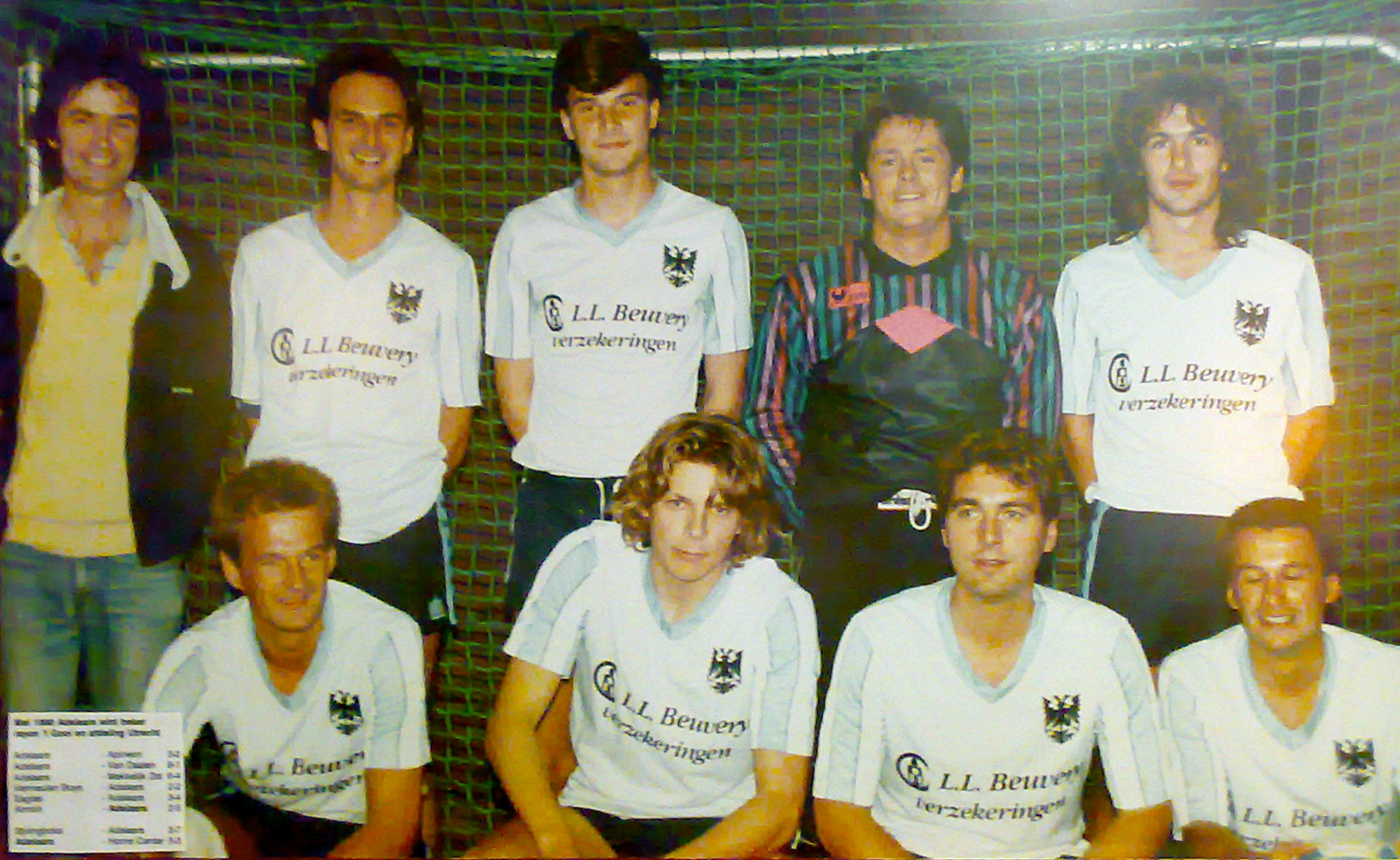
Die erste Mannschaft von ZVV Adelaars im Jahr 1990. Mulder ist der Zweite von links in der unteren Reihe.

### Nationalmannschaft
In der niederländischen Nationalmannschaft debütierte Youri Mulder gegen Tschechien am 16. November 1994, kam aber, da er immer wieder Probleme mit dem Knie hatte, nur zu insgesamt neun Einsätzen. Zum letzten Mal trug er Oranje in einem Freundschaftsspiel gegen Marokko am 28. April 1999. Eines seiner drei Tore für die Elftal aber war ein sehr Wichtiges: Mit dem Siegtreffer gegen Belarus nach Vorlage von Orlando Trustfull hielt er die Niederländer im Rennen für die Qualifikation zur EM 1996 in England.

## Nach der Karriere
Nach Karriereende arbeitete Mulder als Sportexperte für NOS, das niederländische Fernsehen. Außerdem war er gemeinsam mit Evert Ten Napel Kommentator der niederländischen Version des Computerspiels Fifa 07.
In der Saison 2007/08 gehörte Mulder, der die A-Lizenz (vgl. Fußballtrainer) besitzt, als Stürmertrainer dem Trainerteam des FC Twente in Enschede an. Seit dem 13. April 2008 war er erneut für den FC Schalke 04 tätig. Zunächst leitete er zusammen mit Interimstrainer Michael Büskens die Mannschaft bis zum Saisonende. Schon zwei Tage nach Amtsantritt musste er die Mannschaft das erste Mal in der Bundesliga betreuen und erlangte mit ihr einen 5:0-Sieg gegen Energie Cottbus. Nach Ende der Saison 2007/08 rückten Büskens und Mulder ins zweite Glied und unterstützten ab dem 1. Juli 2008 den neuen Trainer Fred Rutten als Co-Trainer. Nach der Beurlaubung von Rutten am 26. März 2009 leitete Mulder mit Mike Büskens und Oliver Reck bis zum Arbeitsbeginn des neuen Trainers Felix Magath das Training der ersten Schalker Mannschaft. Da Magath seine beiden Co-Trainer Seppo Eichkorn und Bernd Hollerbach vom VfL Wolfsburg mitbrachte, verließ Mulder den FC Schalke 04 nach der Saison 2008/09 wieder. Zur Saison 2011/12 kehrte er als Co-Trainer von Co Adriaanse zurück zum FC Twente. In diesem Amt verblieb er bis 2015. Mittlerweile sitzt er beim FC Schalke im Aufsichtsrat.